# Кинески национални музеј у Пекингу
Кинески национални музеј налази се на источној страни трга Тјенанмен у Пекингу, Кина. Музејом управља Министарство културе Народне Републике Кине.
То је један од највећих музеја на свету. Са 7,4 милиона посетилаца у 2019. години, Кинески национални музеј био је други најпосећенији уметнички музеј на свету, одмах након Лувра.

## Историја
Музеј је основан 2003. године спајањем два одвојена музеја који су од 1959. године заузимали исту зграду: Музеј кинеске револуције у северном крилу (који потиче из канцеларије Националног музеја револуције основане у 1950. године ради очувања заоставштине револуције из 1949. године) и Национални музеј кинеске историје на јужном крилу (с пореклом из Пекиншког националног историјског музеја, основаног 1949, и Прелиминарног уреда Националног историјског музеја, основаног 1912, који има задатак да заштити већу историјску заоставштину Кине).
Зграда је завршена 1959. године као једна од "Десет великих грађевина" којима се обележава десетогодишњица оснивања Народне Републике Кине. Допуњује Велику салу народа која је на супротној страни трга и која је изграђена у исто време. Конструкција се налази на 6,5 ха, дужина предње стране је 313 м, висина четири спрата је 40 м и ширина је 149 м. Са предње стране у средини има десет квадратних стубова. 
После четири године обнове, музеј је поново отворен 17. марта 2011. године, са 28 нових изложбених дворана, што је више него утростручило претходни изложбени простор и стање уметничких изложби и складишта. Има укупну површину од готово 200.000 м² за излагање. Обнове је дизајнирала немачка фирма Геркан, Марг и партнери (Gerkan, Marg and Partners).

## Збирке
Музеј, који покрива кинеску историју од Јуанмоуског човека пре 1,7 милиона година до краја династије Ћинг (последње царске династије у кинеској историји), има сталну колекцију од 1.050.000 предмета, са многим драгоценим и ретким артефактима, који се не могу наћи у музејима било где другде у Кини или остатку света. 
Конкретно, има 815.000 комада/сетова древне културне баштине, 340.000 комада/сетова модерне културне баштине, више од 240.000 ретких и антикварских књига. Занимљиво је да његова збирка укључује готово 6.000 културних реликвија првог разреда.
Међу најзначајнијим експонатима у Националном музеју Кине су "Хоумуву динг" из династије Шанг (најтежи комад из древног бронзаног доба на свету, са 832,84 кг), бронзана зун (посуда) украшена са четири овчје главе из династије Шанг, велика исписана бронзана посуда за воду из династије Западни Џоу, бронзани фу (ознака) са уметнутим златом, династије Ћин у облику тигра, одећа за сахрањивање од жада династије Хан шивена златним нитима, свеобухватна збирка керамике династије Танг у три боје и керамика Сунг династије. Музеј такође има важну нумизматичку збирку, укључујући 15.000 новчића које је поклонио Луо Бозхао.
Музеј има сталну изложбу под називом Пут ка помлађивању која представља новију историју Кине од почетка Првог опијумског рата, са нагласком на историју Комунистичке партије и њена политичка достигнућа.

### Галерија
- Одело за сахрањивање од жада династије Хан пресвучено златним нитима у Националном музеју Кине
- Порцеланска ваза из династије Ћинг
- Бакарна плоча за штампање новчаница
- Резбарија на камену из династије Источни Хан
- Бронзани дводелни комад (paizi) са натписом Тангут урезаним у сребро
- Посуда у облику шишмиша, из династије Шанг, 13. век пре нове ере
- Керамичке плочице из династије Западни Хан
- Сликани камени рељеф приказује ратника из касније династије Лианг
- Јастук од жада из Западне династије Хан из гроба принца Чуа
- Кутија црвено лакирана из династије Ћинг
- Осликана керамика неолитске културе Јангшао, са приказом рода уловљене рибе и камене секире
- Бронзане плочице са натписима уграђеним у злато из Периода зараћених држава, држава Чу
- Рељеф на цигли који приказује два учењака и две слушкиње из Јужних династија
- Бронзана плоча за штампање рекламе за продавницу игала породице Лиу из Ђинан, династија Сунг. Најранији постојећи пример комерцијалне рекламе
- Бронзани топ са натписом датиран у 3. годину ере Зхијан (1332), династија Јуан
- Велики бронзани базен из династије Западни Џоу
- Најстарија бронзана посуда из династије Џоу која је откривена, и једини епиграфски доказ дана освајања Џоуа у Шангу
- Хоумуву Динг, највећи комад са бронзе, пронађен у свету до сада. Направљен је у касној династији Шанг у Анјангу
- Керамика неолитске културе Јангшао у облику орла
- Плаво-бела порцеланска ваза са вишеструким знаковима дуговечности, раздобље владавине Ванлија (1567-1620), династија Минг, изложено у Кинеском националном музеју [11]

## Сат одбројавања
Због централне локације на Тргу Тјенанмен, предњи део музеја се користи од деведесетих година за приказ сатова који одбројавају догађаје од националног значаја, укључујући пренос суверенитета Хонг Конга 1997, пренос суверенитета Макаоа 1999. године, почетак Олимпијаде у Пекингу 2008. и отварање Светске изложбе 2010. у Шангају.

## Контраверзе
Тромесечна изложба луксузног бренда Луја Витона 2011. године довела је до неких притужби на комерцијализам у музеју, при чему је професор са Универзитета у Пекингу Ксиа Ксуелуан изјавио да се као јавни музеј на државном нивоу „у ствари треба само посветити не-профитним културним промоцијама."  Ив Карцеле, председавајући и извршни директор компаније Луј Витон Малетиер, бранио је изложбу изјавивши: „Важно је шта ћете открити. Мислим да пре новца постоји историја: 157 година креативности и заната."
Неки критичари тврде да се модерна историографија музеја углавном усмерава на тријумфе Комунистичке партије, док минимизира или занемарује политички осетљиве теме попут Великог скока и Културне револуције.